# 冬の光
『冬の光』（ふゆのひかり、Nattvardsgästerna）は、イングマール・ベルイマン監督・脚本による1963年のスウェーデン映画である。

## 概要
生涯にわたって神の不在、キリスト教への不信を描いてきたイングマール・ベルイマンの円熟期の代表作。『鏡の中にある如く』（1961年）、『沈黙』（1963年）と並び、「神の沈黙」三部作を構成する中の二作目に当たる（ただし、物語的なつながりはない）。
2017年のポール・シュレイダー監督の映画『魂のゆくえ』は本作に強い影響を受けている。

## あらすじ
スウェーデンの小さな漁村の教会にて牧師を務めるトマスは、妻に先立たれたことで神への信仰が揺らいでいた。教会に祈りに来る人も疎らで、儀式も形式的なものになり、彼は自信を失いつつあった。愛人のマルタとの関係も上手くいかず、彼女に対して嫌気が差し始めていた。
そんなある日、彼のもとに悩みを抱えた夫ヨナスを助けてほしいという信者の女性が訪れる。ヨナスは中国による核開発に不安を抱き、これからの世界に対し絶望を抱いていた。そんな彼に対して、トマスは形ばかりの言葉しかかけることができなかった。結局、ヨナスは妻と子どもを残したまま自殺してしまい、トマスは牧師としての自分の無力さに苛まれる。

## キャスト
- トマス：グンナール・ビョルンストランド
- マルタ：イングリッド・チューリン
- ヨナス：マックス・フォン・シドー
- カリン：グンネル・リンドブロム